# Affaire Hedi
Pour un article plus général, voir Émeutes consécutives à la mort de Nahel Merzouk.
L'affaire Hedi concerne l'agression d'un homme de 22 ans à Marseille (France), dans la nuit du 1er au 2 juillet 2023, par des policiers de la BAC en réunion, en marge d'une des émeutes consécutives à la mort de Nahel Merzouk. Les faits ont notamment conduit à l'amputation d'une partie du crâne d'Hedi. L'avocat général a requis le maintien en détention provisoire du policier pour violences volontaires aggravées en réunion le 21 juillet. Après avoir nié en bloc durant sa garde à vue, le policier Christophe I. a admis le 3 août, devant la chambre de l'instruction de la cour d'appel d'Aix-en-Provence où il demande sa libération, être l'auteur du tir de LBD qui a grièvement blessé Hedi.
Le placement en détention provisoire de Christophe I. est à l'origine d'un mouvement de contestation dans la police que demande un statut juridique spécial. Puis l'affaire prend de l’ampleur à la suite des déclarations d'un haut responsable de la police, critiquant la mise en détention provisoire d'un des policiers. Les manifestations de soutien du policier par Frédéric Veaux, Laurent Nuñez et Gérald Darmanin provoquent une crise politique impliquant policiers, magistrats et politiques.

## Déroulement des faits
Le 3 août 2023, le journal La Provence rapporte l'agression d'un homme de 22 ans, Hedi, début juillet, à Marseille, en marge d'une des émeutes consécutives à la mort de Nahel Merzouk,. Au cours de la soirée du 1er juillet, Hedi est atteint à la tempe par un tir de LBD. Traîné dans une ruelle sombre, il est tabassé par des policiers de la brigade anti-criminalité (BAC) et abandonné inconscient près du boulevard Baille,,,. Laissé pour mort, Hedi se réfugie, avec l'aide d'un ami, chez un épicier. Les pompiers étant indisponibles, celui-ci conduit à l'hôpital de la Timone le blessé qui perd son sang. Victime d'une rupture d'anévrisme, Hedi tombe dans le coma dont il sort avec des séquelles (une partie de sa boîte cranienne lui est retirée, il a la mâchoire cassée et a perdu la vue du côté gauche) et un grave traumatisme crânien. Il se voit prescrire plus de soixante jours d’incapacité totale de travail après avoir subi deux interventions chirurgicales. Il livre le 26 juillet son témoignage sur le site Konbini,, la vidéo est vue en deux jours près de 23 millions de fois.
Quatre policiers identifiés par divers enregistrements vidéo, sont placés en garde à vue dans le cadre d'une information judiciaire ouverte du chef de violences en réunion, et l'un d'entre eux est placé en détention provisoire. Dès la convocation des quatre agents de la BAC, des dizaines de policiers de Marseille cessent le travail et se réunissent devant le lieu de l’audition. Les mis en cause sont acclamés et applaudis. Une haie d'honneur est organisée pour eux,,. L'apport des images pour établir les faits est décisive, Loïc Pageot, le procureur adjoint du tribunal de Bobigny affirmant que « 90 % des condamnations se font parce qu'une vidéo a été tournée ».
Le 2 octobre 2023, Mediapart publie une vidéo montrant les images de la vidéosurveillance. On y voit le tir sur Hedi et les coups portés par des policiers après qu'il a été blessé.
En février 2025, l’IGPN met en cause les policiers de la BAC à travers un rapport. Ce dernier exprime un « usage disproportionné » de la force sur le jeune homme « qui ne représentait aucune menace », et réclame un conseil de discipline en pointant, entre autres, la responsabilité de la commandante présente sur la place pour ne pas avoir pas ordonné aux mis en cause de stopper leurs violences,,.

## Suites judiciaires
Une information judiciaire est ouverte le 5 juillet, et quatre policiers sont mis en examen pour violences en réunion par personne dépositaire de l'autorité publique le 21 juillet,. L'un d'eux, identifié grâce à son tee-shirt sur des images de vidéosurveillance, est placé en détention provisoire pour violences volontaires aggravées afin notamment de « prévenir toute concertation » avec ses trois collègues. Durant l'audition, il affirme ne se souvenir de rien, n'avoir rien vu et ne pas se reconnaître sur les images ; deux des quatre policiers reconnaissent des violences. L'un des quatre policiers, David B., est, selon Mediapart « l'une des figures centrales d’une précédente information judiciaire ouverte pour des faits de violences assez similaires, commis en décembre 2018 à Marseille », le tabassage de Maria. Il est aussi visé par une enquête préliminaire, ouverte en avril, pour « violences par personne dépositaire de l’autorité publique », étant soupçonné d'avoir frappé un jeune homme passant devant la préfecture; il est jugé pour cela le 28 février 2025. Gilles A., un autre des policiers impliqués dans les violences contre Hedi, a lui été impliqué dans une affaire de violences policières gratuites, en frappant au visage un jeune sans raison.
Le 3 août, lors de l'audience devant la chambre de l'instruction de la cour d'appel d'Aix-en-Provence, Christophe I., le policier identifié comme le tireur reconnait avoir fait usage de son LBD dans la soirée du 1er au 2 juillet, ce qu'il avait nié auparavant, mais son avocat explique que « rien ne prouve » que ce tir soit celui qui a blessé Hedi R; le policier est maintenu en détention provisoire,,.
Selon les résultats d'expertises rendus publics en juillet 2024, les coups de matraque sont à l’origine de ses plus graves blessures et non le tir de LBD,.

## Réactions à la détention provisoire du policier
La détention provisoire de Christophe I. provoque la fronde de nombreux policiers, qui réclament un statut spécifique pour les policiers accusés pour des faits commis dans le cadre de leurs missions. Ils se placent en service minimum ou font valoir des arrêts maladie indus, pour protester contre les poursuites judiciaires. Le 21 juillet 2023, le syndicat Unité SGP Police-Force Ouvrière appele  « tous les policiers du territoire national à se mettre en 562 dès maintenant », un jargon policier qui signifie qu'ils n'assument plus que les missions d'urgence et essentielles, car il est illégal pour les policiers de faire grève,,.
Le directeur général de la police nationale (DGPN) Frédéric Veaux déclare le 20 juillet que « savoir le policier en prison [l'empêche] de dormir », et qu'il comprend « l'émotion, et même la colère » de ses troupes,. Selon Mickaël Lavaine, maître de conférences en droit public, il s'agit d'une violation de son devoir de réserve. Il est soutenu par le préfet de Paris Laurent Nuñez. Leur attitude provoque une vague d’indignation dans le monde judiciaire et dans l’opposition de gauche. Le président de la République Emmanuel Macron et le ministre de la Justice Éric Dupond-Moretti disent que « nul en République n'est au-dessus de la loi », tandis que le président du tribunal judiciaire de Marseille, Olivier Leurent, publie un communiqué de presse disant notamment que « l'indépendance de la justice est une garantie essentielle dans un état de droit »,.
Le 27 juillet le ministre de l'Intérieur Gérald Darmanin soutien le mouvement des policiers, qui se dit « à l'écoute », « proche de ses troupes », « ouvert » et « conscient des attentes »,, mais s'abstient de tout mot de compassion pour la victime ou sa famille, de même que Élisabeth Borne, Emmanuel Macron, ou la nouvelle secrétaire d'État à la ville, Sabrina Agresti-Roubache en déplacement à Marseille. Le premier secrétaire du Parti socialiste, Olivier Faure réclame la démission du ministre de l'Intérieur, du préfet de police et du DGPN,. Le 8 août le ministre de l'Intérieur Gérald Darmanin rencontre discrètement les policiers du commissariat de Marseille d'où est parti le mouvement de colère des policiers.